# Bisso

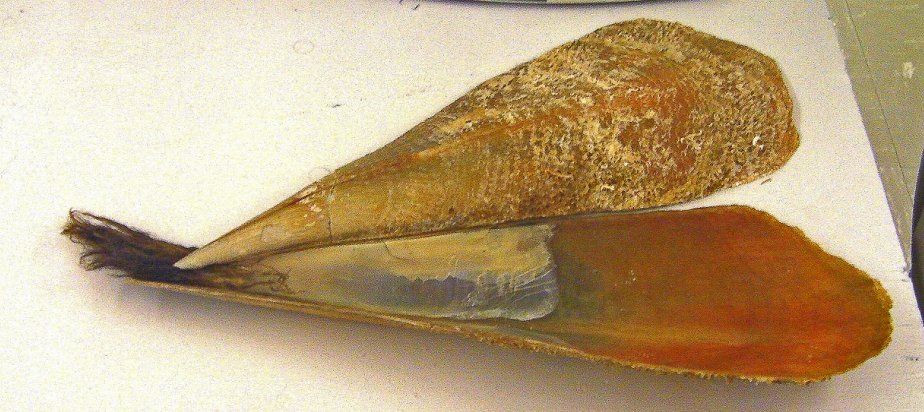
Conchiglia di Pinna nobilis con i filamenti di bisso

Il bisso è una fibra tessile di origine animale, una sorta di seta naturale marina ottenuta dai filamenti secreti da una specie di molluschi bivalvi marini (Pinna nobilis) endemica del Mediterraneo e volgarmente nota come nacchera o penna, la cui lavorazione è stata sviluppata esclusivamente nell'area mediterranea.

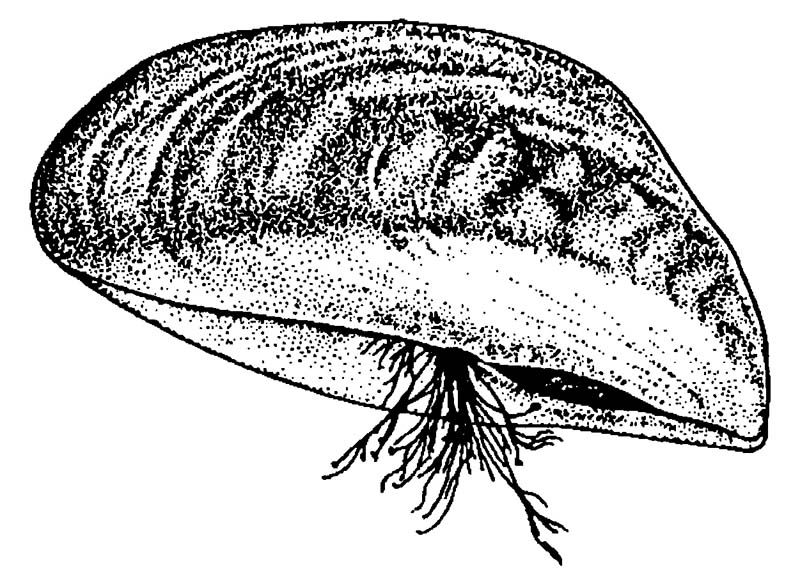
Filamenti di bisso escono dal mollusco (dreissena polymorpha)

Con lo stesso nome si indicano anche gli analoghi filamenti emessi da altre specie di molluschi bivalvi per potersi attaccare agli scogli, come ad esempio quelli del genere Mytilus. Tale bisso non è sfruttabile per ottenere l'omonima stoffa pregiata.

## Storia

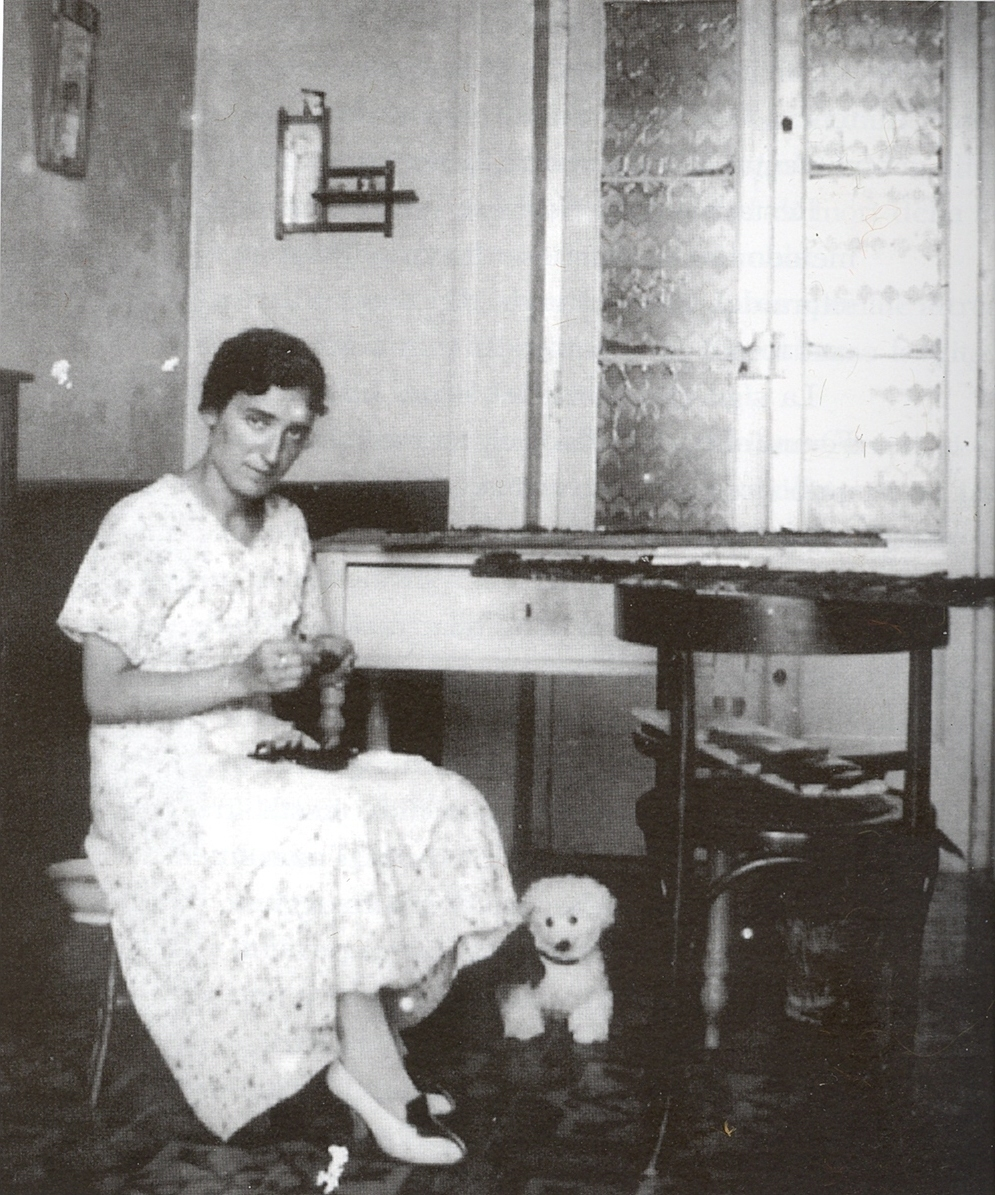
La professoressa Rita Del Bene intenta nell'operazione di stropicciamento del bisso marino, secondo quarto del Novecento.

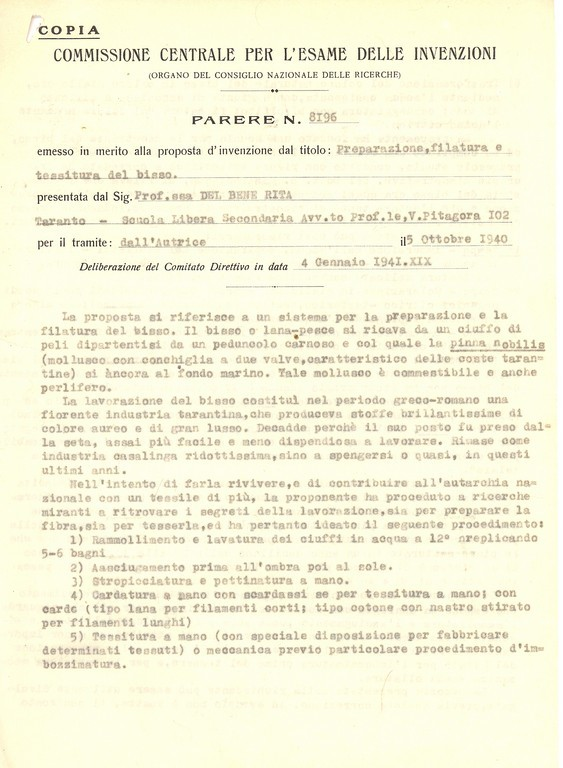
Proposta al CNR presentata da Rita Del Bene per un innovativo sistema di preparazione e filatura del bisso marino, ritenuto degno di considerazione per i concetti autarchici cui s'ispira, Taranto 4 gennaio 1941.

Dal bisso si ricavavano pregiatissimi e costosi tessuti con i quali probabilmente già nell'antichità si confezionavano tessuti e vesti ostentati come veri e propri status symbol dai personaggi più influenti delle società babilonese, assira, fenicia, ebraica, greca e infine romana. Il più antico manufatto in seta marina rinvenuto archeologicamente risale effettivamente solo al IV secolo: le fibre, riconosciute in sezione al microscopio elettronico come bisso di Pinna nobilis, vennero alla luce nel 1912 in una tomba femminile ad Aquincum (oggi Budapest), per essere poi distrutte da un bombardamento durante la seconda guerra mondiale. L'oggetto più antico realizzato in bisso marino oggi disponibile è una cuffia lavorata a maglia rinvenuta nel 1978 in una campagna di scavi archeologici presso la basilica di Saint Denis a Parigi: la datazione stratigrafica la pone nel XIV secolo.
I pescatori inoltre ritenevano che il bisso avesse proprietà terapeutiche per le sue supposte proprietà emostatiche, usato quindi per la medicazione delle ferite che i pescatori frequentemente si procuravano con gli arnesi da pesca.
Fino alla metà del Novecento il bisso veniva ancora raccolto e lavorato in Puglia, nel territorio di Taranto con il nome di "lana-penna".
In Sardegna, nell'area di Cussorgia, tra Calasetta e Sant'Antioco, la morbida fibra dal colore bruno-dorato viene ancora filata, tessuta e utilizzata per realizzare preziosissimi ricami. Sempre a Sant'Antioco permangono in attività alcune persone in grado di tessere il bisso. 

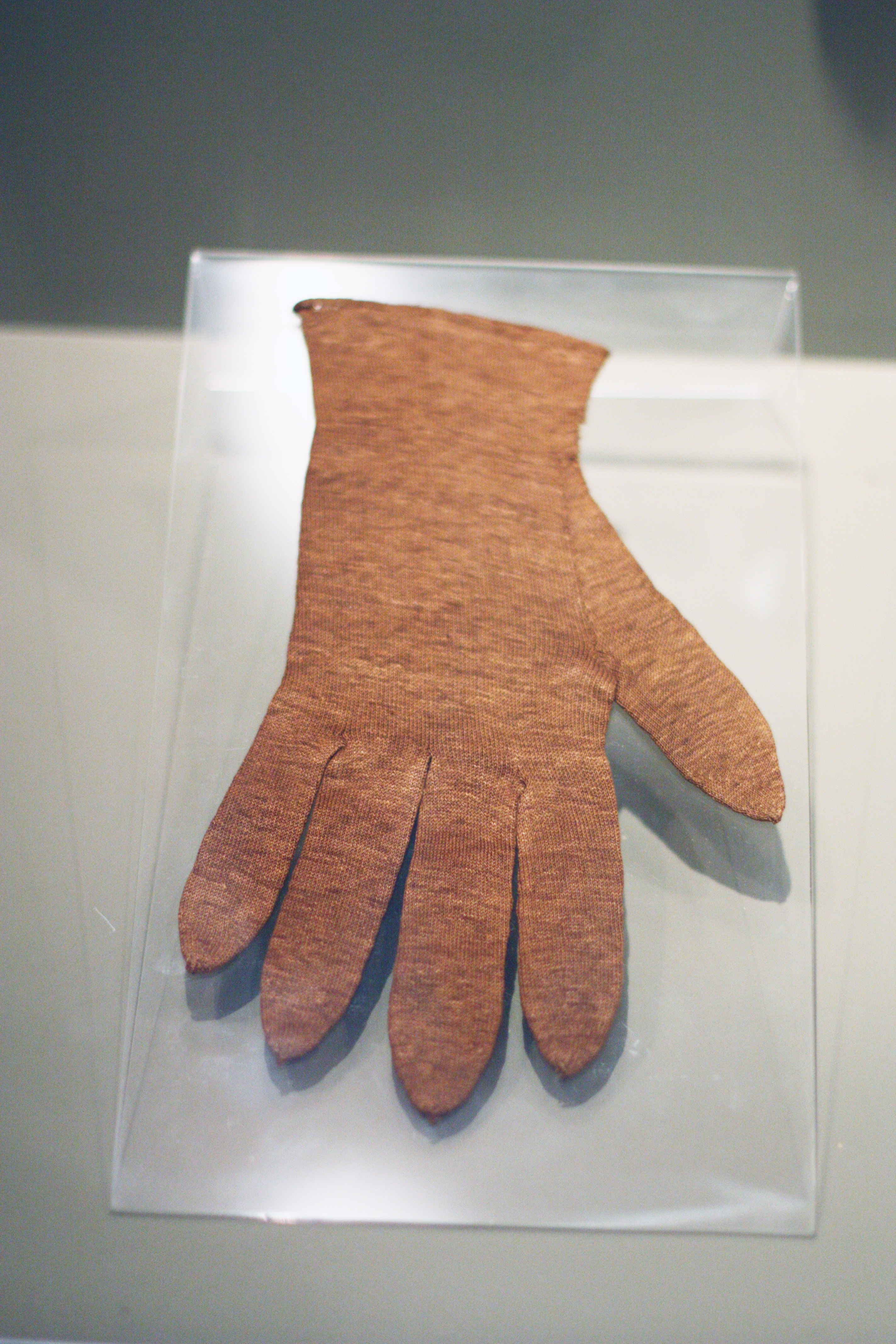
Guanto in bisso esposto all'Übersee-Museum di Brema

La Pinna nobilis, bivalve di grosse misure che può arrivare a un metro di lunghezza, è considerata a rischio estinzione a causa della pesca indiscriminata, dell'inquinamento e della diminuzione delle aree dove crescere. La specie è sottoposta a regime di protezione e tutela in conformità a Atti Ufficiali quali la Convenzione di Barcellona (1995), ratificata dal Governo Italiano con la legge n° 175 del 25/05/1999, e la Direttiva Habitat della Comunità europea (43/92). Sulla base di questi atti ufficiali è proibita la raccolta, l'uccisione, la detenzione, la commercializzazione e persino l'esposizione ai fini commerciali della specie. La produzione di vero bisso è quindi praticamente inesistente.
Al giorno d'oggi il termine "bisso" indica tessuti pregiati, molto leggeri e trasparenti, ad armatura tela, in cotone o lino, adatti al ricamo. Il crescente interesse di archeologi e filologi suscitato negli anni 2000 da fibre, tessuti e più in generale problematiche connesse all'industria tessile antica hanno avuto come conseguenza il fiorire di numerosi studi. Recentemente alcuni di questi hanno discusso la possibile identificazione già a partire dall'età del ferro della seta marina con la fibra identificata durante tutto il I millennio a.C. dal termine bisso.